# Agent moussant

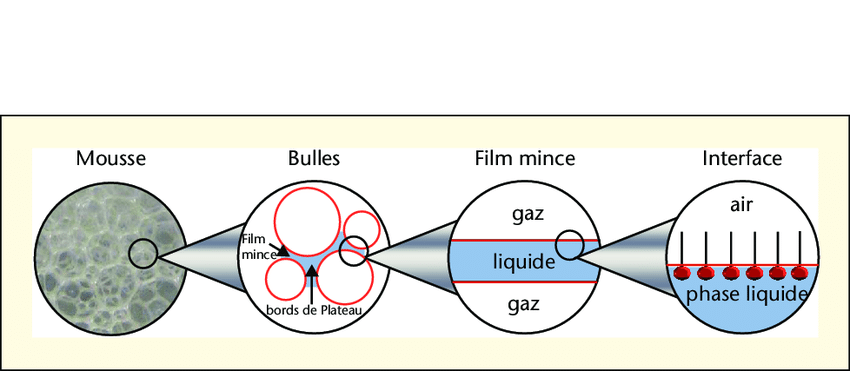
La mousse est un système de dispersion multi-échelles avec différents niveaux d'organisation. Le pouvoir moussant des molécules tensioactives (à tête rouge et queue noire sur le schéma) abaisse la tension interfaciale entre l'eau et l'air, et contribue à la stabilité de la mousse en formant une couche absorbée cohésive qui inhibe la coalescence des bulles.

Un agent moussant, appelé aussi agent foisonnant ou agent de foisonnement, est une substance qui facilite la formation d'une mousse stable. Naturel ou artificiel, l'agent moussant est un tensioactif surtout utilisé dans le domaine alimentaire, la détergence, la cosmétique ou la lutte contre l'incendie (émulseur), ou un agent gonflant (en) surtout utilisé dans le domaine de la construction (mousse résolique, métallique, béton mousse isolants).

## Agents moussants alimentaires
Les agents moussants sont largement utilisés dans l'alimentation et sont considérés comme des additifs alimentaires. Ce sont des tensioactifs dotés de pouvoir moussant (appelé aussi pouvoir foisonnant car favorisant l'incorporation d'air dans un aliment, processus appelé foisonnement), et des agents gonflants.
Le codex alimentaire (2019) donne la liste suivante :
- E400 Acide alginique
- E404 Alginate d'ammonium
- E403 Alginate de calcium
- E402 Alginate de potassium
- E405 Alginate de propylène glycol
- E401 Alginate de sodium
- E941 Azote
- E460(i) Cellulose microcrystalline (en)
- E290 Dioxyde de carbone
- E473 Esters de saccharose d'acides gras
- E999(i) Extrait de quillaia de type 1
- E999(ii) Extrait de quillaia de type 2
- E415 Gomme xanthane
- E463 Hydroxypropyl-cellulose (en)
- E465 Méthyl-éthyl-cellulose
- E942 Protoxyde d'azote
- E482(i) Stéaryl de calcium lactylé (en)
- E481(i) Stéaryl de sodium lactylé